# Wąsosz (województwo podlaskie)
Wąsosz – wieś (1436–1870 miasto; 1980–2002 jako wsie: Wąsosz Pierwszy i Wąsosz Drugi) w Polsce położona w województwie podlaskim, w powiecie grajewskim, w gminie Wąsosz. Wieś jest siedzibą gminy Wąsosz.
Dawniej miasto; uzyskał lokację miejską w 1436 roku, zdegradowany w 1870 roku. Jako miasto królewskie Korony Królestwa Polskiego leżało w województwie mazowieckim. W latach 1975–1980 miejscowość należała administracyjnie do województwa łomżyńskiego. W 1980 funkcjonowały dwie wsie: Wąsosz Pierwszy i Wąsosz Drugi, które 1 stycznia 2003 połączono ponownie w wieś Wąsosz.
Miejscowość historycznie położona jest w mazowieckiej ziemi wiskiej.
Wąsosz jest miejscowością typowo rolniczą.

## Historia
Ziemie na których leży Wąsosz, należały do księstwa płockiego i znalazły się pod bezpośrednim zarządem króla Kazimierza Wielkiego pod koniec 1358 r., kiedy to upłynęły trzy lata, na które Siemowit III otrzymał Wiznę i Zakroczym w zarząd od Kazimierza Wielkiego. W roku 1382 książę Siemowit IV zastawił Wiznę z całą kasztelanią Krzyżakom za 7000 florenów, którą wykupił od nich w roku 1401. Miejscowość założono przy ujściu dwóch rzek przez miernika książęcego Jaśka z Roman w 1428 r., nosiła pierwotnie nazwę Wąsosze. Niedługo później w 1436 r., otrzymała prawa miejskie, gdy książę płocki Władysław I nadał miastu prawo chełmińskie, wolną łaźnię, wagę oraz postrzygalnię sukna. Książęta mazowieccy zbudowali tu także zamek obronny. 
W 1471 roku utworzenie powiatu wąsoskiego z siedzibą sądu ziemskiego i grodzkiego, przyczyniło się do rozwoju miasta. Od około 1508 do 1540 roku prowadzono budowę murowanego kościoła parafialnego. W 1509 roku miasto spłonęło. W 1564 roku było tu 300 domów. W 1605 roku mieszczanin Andrzej Rogala ufundował klasztor karmelitów. W 1656 roku przez Wąsosz przeszły wojska szwedzkie, które ograbiły miasto i zniszczyły kościół parafialny, o naprawę którego prosiła króla na sejmiku w 1659 roku miejscowa szlachta. Upadek miasta rozpoczął się na początku XVIII wieku w wyniku wojny północnej w czasach panowania Augusta II Mocnego. W XIX wieku miasto odczuło regres spowodowany rozwojem prywatnego miasta Szczuczyna i poprowadzeniem przez niego nowej drogi z Warszawy do Kowna. W 1870 roku w wyniku reformy administracyjnej Wąsosz utraciła prawa miejskie. Po 17 września 1939 roku Wąsosz zajęła Armia Czerwona i rozpoczęła się okupacja sowiecka. W czerwcu 1941 roku Wąsosz zajęły wojska niemieckie.
W lipcu 1941 w miejscowości doszło do wymordowania prawie całej społeczności żydowskiej.

## Zabytki i obiekty historyczne
- Cmentarz żydowski z mogiłą pomordowanych[15]
- Kościół Przemienienia Pańskiego przy ul. Sienkiewicza, który został wybudowany w latach 1508–1532 w stylu późnogotyckim. Murowany z cegły w wątku wendyjskim i polskim, trójnawowy, pseudobazylikowy. W kościele znajdują się trzy murowane ołtarze.
  - obraz Przemienienia Pańskiego,
  - obraz św. Rozalii namalowany w 1908 roku.
  - epitafium wykonane z białego marmuru przez małżeństwo Bzurów w drugiej połowie XIX wieku.
  - epitafium z białego marmuru wmurowane 15 sierpnia 1997 roku na uroczystej mszy św. przez wojewodę łomżyńskiego i parafian wąsoskich.
- Kościół filialny pw. Narodzenia NMP (dawniej karmelitów) usytuowany przy rynku (zwany przez mieszkańców klasztorkiem) jest jedną z cenniejszych pamiątek regionu. Kościół filialny, pierwotnie karmelitów trzewiczkowych powstał około 1625 roku. Karmelici trzewiczkowi zjawili się w Wąsoszu na początku XVII wieku. Legenda głosi, że dwóch zakonników zatrzymało się na wypoczynek w Wąsoszu, podczas podróży z Krakowa do Wilna. Szlachta i mieszczanie zwrócili się do nich z prośbą o założenie w Wąsoszu klasztoru. Obiecali cenne darowizny. Prośba mieszkańców została wysłuchana. Klasztor powstał w 1605 roku. Zaczątkiem jego siedziby była kamienica podarowana przez bogatego mieszczanina Andrzeja Rogalę. Przez prawie dwa stulecia, do powstania styczniowego karmelici byli błogosławieństwem dla Wąsosza i okolic. Założyli pierwszą szkołę, uczyli uprawy roli i leczyli mieszkańców. Po rozbiorach stali się ostoją polskości. Wspierali uczestników kolejnych powstań. W podziemiach klasztoru przechowywali broń, chronili rannych powstańców. Po upadku powstania, na rozkaz rosyjskiego gubernatora klasztor został zlikwidowany.
  - trumna rycerza znajdująca się w podziemiach kościoła, przypisywana według legendy, Rzędzianowi z Wąsoszy.
  - obraz Matki Boskiej z Dzieciątkiem, pochodzący z XVI wieku, przesłonięty srebrną sukienką pochodzącą z około 1740 roku, zaś korony są z 1659 roku.
  - sgraffito, ozdoba charakterystyczna dla architektury renesansowej, odkryte podczas remontu kościoła. Sgraffito umieszczone było nad jednym z dawnych okien elewacji frontowej i przedstawia Ostatnią wieczerzę.

## Galeria

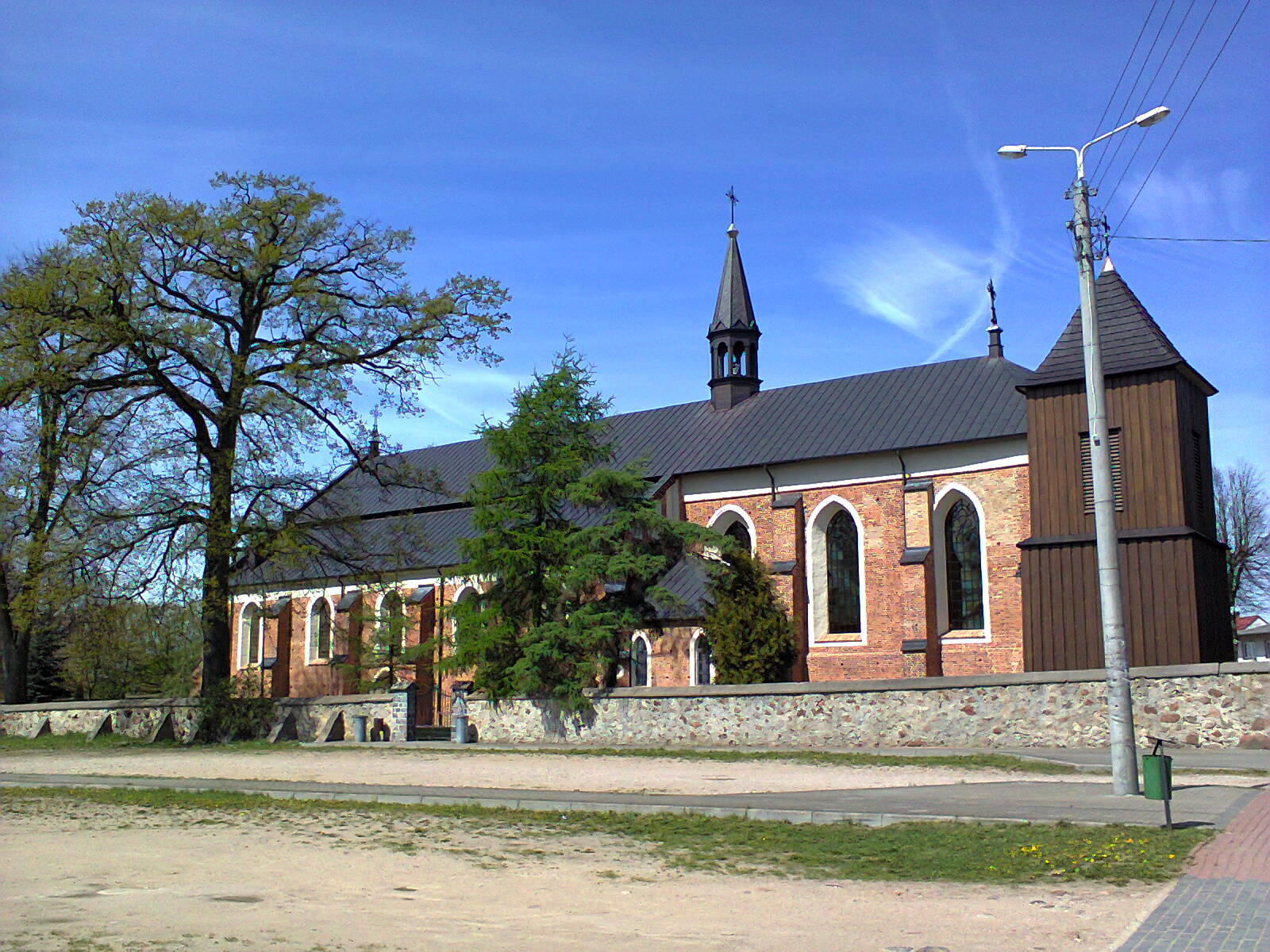
Kościół Przemienienia Pańskiego w Wąsoszu (farny)
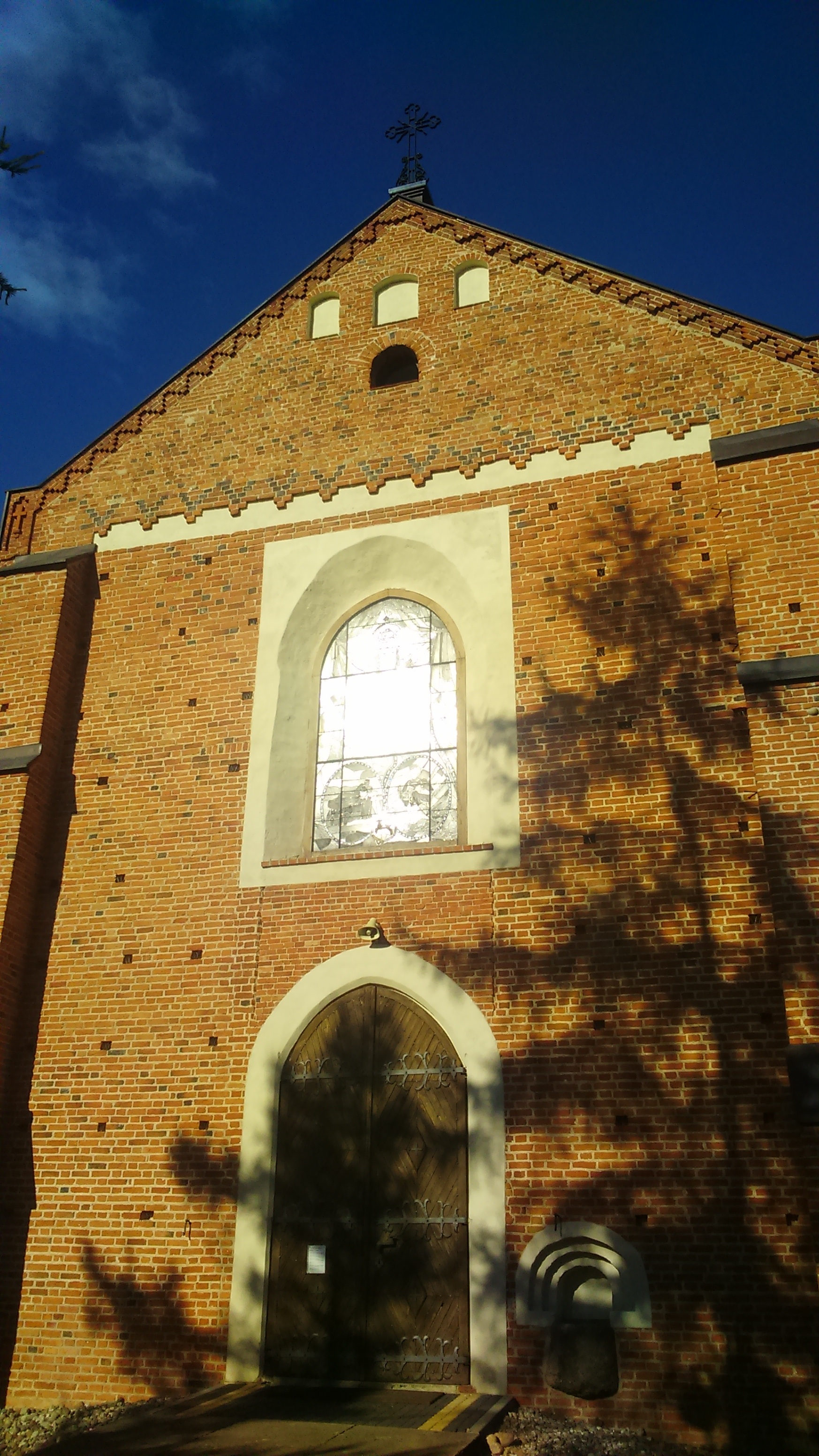
Fasada fary
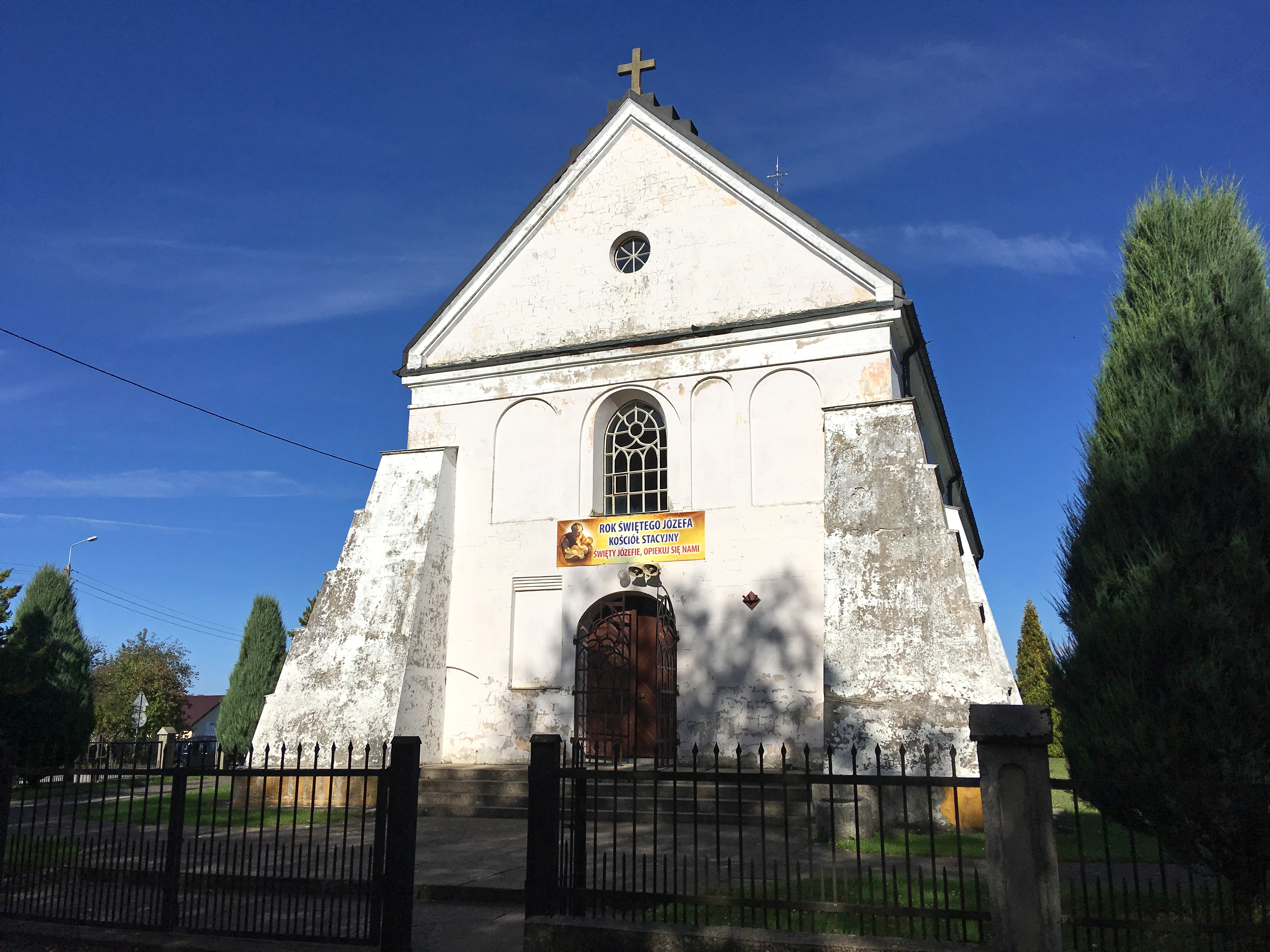
Kościół Narodzenia NMP (Karmelitów)
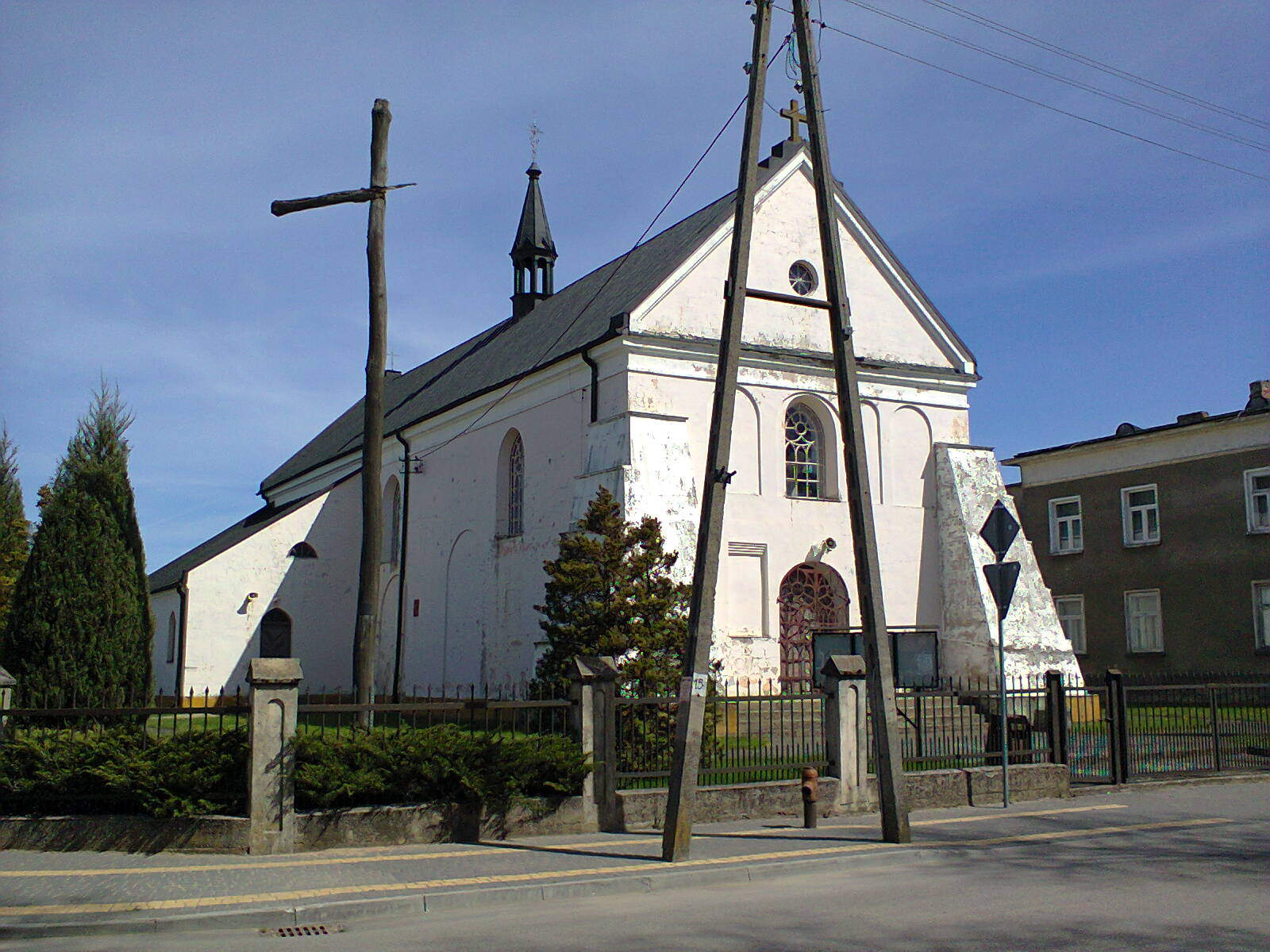
Kościół poklasztorny
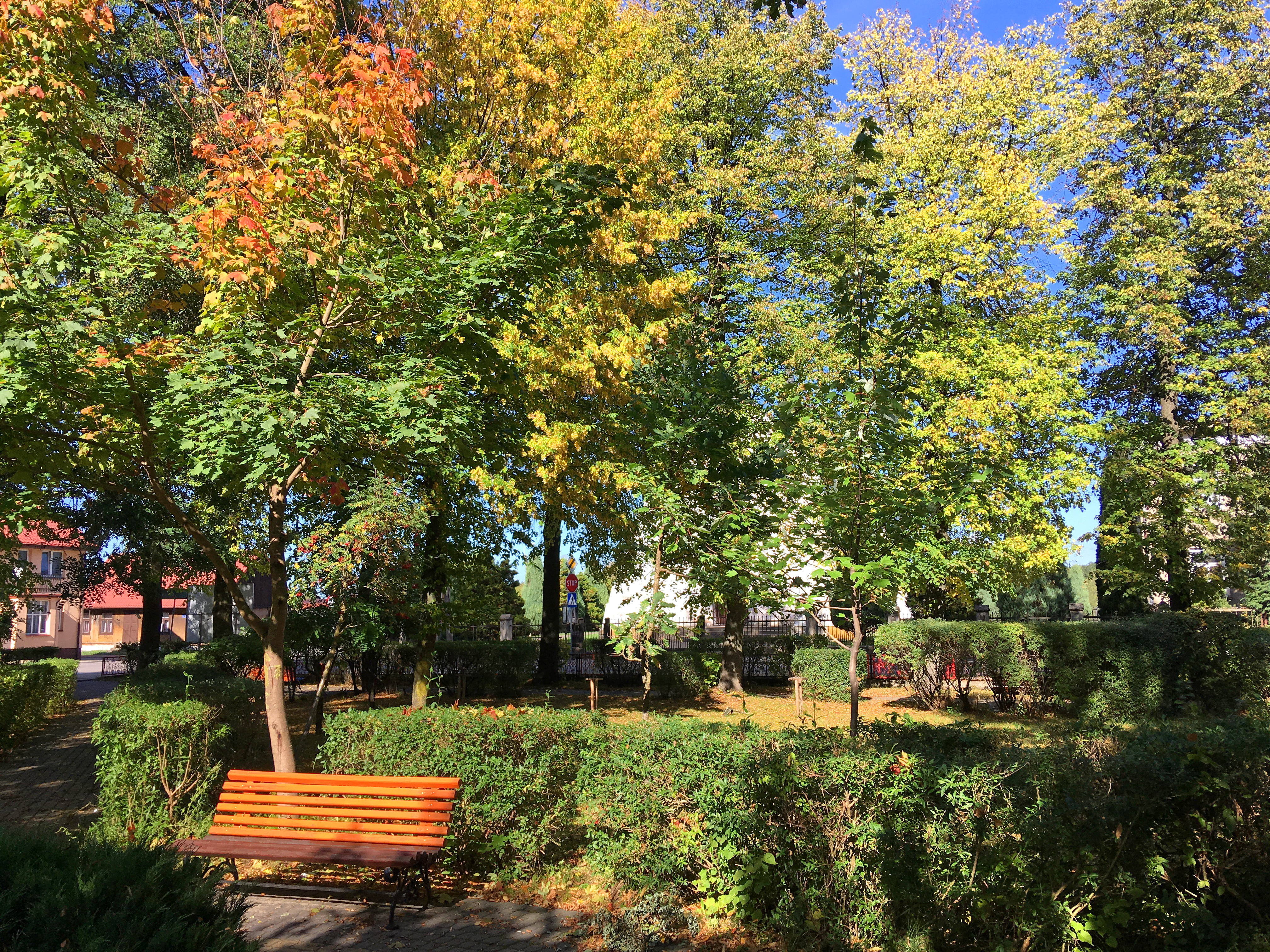
Park w Wąsoszu